# Listă de filme în genul mister din anii 2000
Aceasta este o listă de filme în genul mister din anii 2000
- Memento (2000)
- Mercy (2000)
- Under Suspicion (2000)
- Along Came a Spider (2001)
- Brotherhood of the Wolf (2001)
- Gosford Park (2001)
- Hannibal (2001)
- Megiddo: The Omega Code 2 (2001)
- Mulholland Drive (2001)
- The Pledge (2001)
- Blood Work (2002)
- Confessions of a Dangerous Mind (2002)
- Minority Report (2002)
- Red Dragon (2002)
- The Truth About Charlie (2002)
- Basic (2003)
- In the Cut (2003)
- Out of Time (2003)
- Phone Booth (2003)
- The Haunted Mansion (2003)
- The Reckoning (2003)
- Looney Tunes: Back in Action (2003)
- The Singing Detective (film) (2003)
- The Perfect Husband: The Laci Peterson Story (2004)
- Amber Frey: Witness for the Prosecution (2005)
- Hide and Seek (2005)
- Kiss Kiss Bang Bang (2005)
- Brick (2005)
- Basic Instinct 2 (2006)
- The Black Dahlia (2006)
- The Da Vinci Code (2006)
- The Dead Girl (2006)
- Hollywoodland (2006)
- Tell No One (2006)
- The Lookout (2007)
- Nancy Drew (2007)
- The Number 23 (2007)
- Thr3e (2007)
- I Know Who Killed Me (2007)
- Gone Baby Gone (2007)
- In the Valley of Elah (2007)
- Perfect Stranger (2007)
- Vacancy (2007)
- Someone Behind You  (2007)
- The Alphabet Killer (2007)
- Righteous Kill (2008)
- Transsiberian (2008)
- A Genesis Found (2009)
- Angels & Demons (2009)
- The Girl with the Dragon Tattoo (2009)
- Harper's Island (2009); miniserial TV
- Sherlock Holmes (2009)
- The Secret in Their Eyes (2009)